# Aydın Büyükşehir Belediyespor
O Aydın Büyükşehir Belediyespor é um time turco de voleibol feminino da cidade de Aydin. Atualmente disputa o Campeonato Turco.